# Hupari
Hupari es una ciudad censal situada en el distrito de Kolhapur en el estado de Maharashtra (India). Su población es de 28953 habitantes (2011). 

## Demografía
Según el censo de 2011 la población de Hupari era de 28953 habitantes, de los cuales 14653 eran hombres y 14300 eran mujeres. Hupari tiene una tasa media de alfabetización del 84,87%, superior a la media estatal del 82,34%: la alfabetización masculina es del 91,18%, y la alfabetización femenina del 78,48%.